# Roman Czuba
Roman Czuba (ur. 24 stycznia 1928 w Wysokiem, zm. 29 marca 2001) – polski inżynier nauk agrotechnicznych, poseł na Sejm PRL VI kadencji.

## Życiorys
W Cieszynie ukończył szkołę średnią i podjął w 1947 studia w tamtejszej Wyższej Szkole Gospodarstwa Wiejskiego. Kontynuował je w Wyższej Szkole Rolniczej w Olsztynie, uzyskując w 1950 stopień inżyniera rolnictwa. W 1951 Wydziale Rolniczym Uniwersytetu Wrocławskiego otrzymał stopień magistra nauk rolniczych, po czym pracował w szkolnictwie rolniczym. Od 1954 do 1961 był dyrektorem Technikum Rolniczego w Namysłowie. W 1961 uzyskał stopień doktora nauk rolniczych na Politechnice Wrocławskiej i został kierownikiem wrocławskiej Stacji Chemiczno-Rolniczej, którym był do 1969. W 1968 uzyskał habilitację w Wyższej Szkole Rolniczej we Wrocławiu. Podjął następnie pracę we Wrocławskim Oddziale Instytutu Uprawy, Nawożenia i Gleboznawstwa w Puławach, gdzie przez 25 lat był kierownikiem zorganizowanego przez siebie Zakładu Agrochemicznej Obsługi Rolnictwa. W 1969 został członkiem Komitetu Gleboznawstwa i Chemii Rolniczej. W 1972 uzyskał mandat posła na Sejm PRL w okręgu Wałbrzych, reprezentując Zjednoczone Stronnictwo Ludowe. Był zastępcą przewodniczącego Komisji Nauki i Postępu Technicznego. W 1973 zrzekł się mandatu. W 1976 został profesorem nadzwyczajnym, a w 1985 profesorem zwyczajnym. W 1989 z ramienia ZSL bez powodzenia kandydował do Senatu.
Zasiadał w radach naukowych: Instytutu Nawozów Sztucznych w Puławach (w latach 1969–1991) IUNG w Puławach (1970–1995), oraz Instytutu Melioracji i Użytków Zielonych w Falentach (1984–1991). Od 1978 do 1981 był członkiem Rady Naukowej Międzynarodowego Instytutu Potasowego w Bernie, a w latach 1984–1994 prezydium Światowej Organizacji Nawozowej (CIEC). W 1997 otrzymał tytuł doktora honoris causa Akademii Rolniczo-Technicznej (dawnej WSR) w Olsztynie, a w 1999 honorowe członkostwo w Komitecie Gleboznawstwa i Chemii Rolnej Polskiej Akademii Nauk. Zasiadał też w Komisji Nauk Rolniczych PAN Oddział we Wrocławiu. Należał do Wrocławskiego Towarzystwa Naukowego, Polskiego Towarzystwa Nauk Agrotechnicznych i Polskiego Towarzystwa Gleboznawczego. Przez wiele lat działał w Stowarzyszeniu Inżynierów i Techników Rolnictwa przy NOT. Otrzymał tytuł honorowy Twórcy Nowej Techniki.
Był ekspertem z zakresu chemii rolnej oraz gleboznawcą. Autor i współautor 110 rozpraw naukowych (18 z nich opublikowano za granicą) oraz 10 patentów, ponad 120 artykułów i doniesień naukowych, a także 21 książek i podręczników. Wypromował ośmiu doktorów nauk rolniczych oraz był recenzentem 179 prac naukowych.
Pochowany na cmentarzu Grabiszyńskim (28/451/11).

## Odznaczenia
- Krzyż Oficerski Orderu Odrodzenia Polski
- Krzyż Kawalerski Orderu Odrodzenia Polski
- Złoty Krzyż Zasługi (1967)
- Odznaka Nagrody Państwowej II stopnia
- Złota Odznaka Honorowa NOT
- Srebrna Odznaka Honorowa NOT
- nagrody resortowe I stopnia (dwukrotnie)